# Bousignies-sur-Roc
Bousignies-sur-Roc è un comune francese di 431 abitanti situato nel dipartimento del Nord nella regione dell'Alta Francia.

## Società

### Evoluzione demografica
Abitanti censiti